# Corpo de Preservação da Paz da Zona Desmilitarizada
O Corpo de Preservação da Paz da Zona Desmilitarizada foi uma força policial criada pela Trégua de Tanggu de 1933 entre a China e o Japão, após a invasão japonesa da Manchúria. Sua função era patrulhar e manter a ordem na zona desmilitarizada que se estendia do sul da Grande Muralha até uma linha a nordeste do Rio Bai, na província de Hebei, no norte da China. No final de 1935, com a proclamação do Governo Autônomo de Hebei Oriental, o Corpo de Preservação da Paz foi dissolvido e suas forças foram absorvidas pelo novo Exército de Hebei Oriental.

## Antecedentes e história

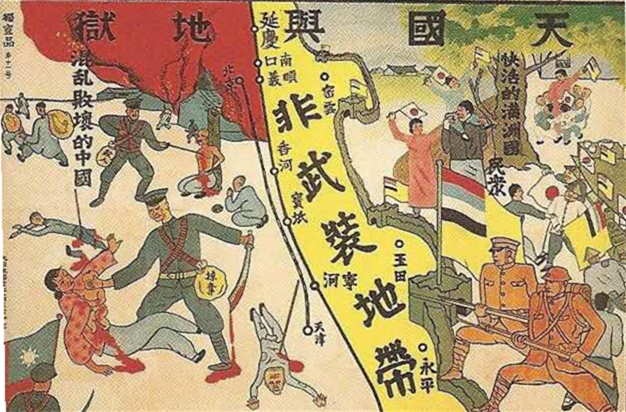
Propaganda japonesa, zona desarmada no leste de Hebei.

De acordo com os termos da Trégua de Tanggu, o Exército Imperial Japonês recuou para a linha da Grande Muralha, e unidades regulares do Exército Nacional Revolucionário do governo do Kuomintang da República da China foram retiradas para o sul da nova zona desmilitarizada. Dentro da própria zona, que abrangia parcialmente as principais cidades de Tianjin e Pequim, a ordem pública deveria ser mantida por um “Corpo de Preservação da Paz” levemente armado. De acordo com os termos da Trégua de Tanggu, quaisquer disputas que não pudessem ser resolvidas pelo Corpo de Preservação da Paz seriam resolvidas por meio de acordo por meio de discussões diretas entre os governos japonês e chinês.
Uma cláusula secreta da Trégua de Tanggu excluía qualquer um dos Exércitos Voluntários Antijaponeses do Corpo de Preservação da Paz.  Isso efetivamente significava que o Exército Japonês foi capaz de dominar o Corpo de Preservação da Paz com tropas desmobilizadas dos exércitos chineses colaboracionistas que participaram da Batalha de Rehe e do subsequente ataque à Grande Muralha e da intrusão em Hebei. Cerca de 1.000 homens foram recrutados para o Corpo das antigas tropas do senhor da guerra Shi Yousan e outros 2.000 homens das forças de Li Jizhun.
No final de 1935, com a proclamação do Governo Autônomo de Hebei Oriental, o Corpo de Preservação da Paz foi dissolvido e suas forças foram absorvidas pelo novo Exército de Hebei Oriental.